# Генріх Гоффманн (фотограф)
Генріх Гоффманн (нім. Heinrich Hoffmann; 12 вересня 1885, Фюрт — 16 січня 1957, Мюнхен) — німецький фотограф і видавець. Близький друг і особистий фотограф Адольфа Гітлера.

## Біографія
Генріх Гоффманн — єдина дитина в сім'ї фотографа Роберта Гоффaманна і його дружини Марії, до шлюбу Каргль. З 1897 року Генріх зайнявся сімейною справою і вивчав фотографію у батька і дядька в їх фотоательє на площі Єзуїтів в Регенсбурзі. Придворні фотографи Гоффманни спеціалізувалися на фотопортретах, серед їх клієнтів було чимало королівських і високопоставлених осіб.
У 16 років Генріх Гоффманн влаштувався на роботу в Дармштадт помічником Гуго Тіле, придворного фотографа великого герцога Гессенського Ернста Людвіга. Тіле, а з ним і Гоффманна, неодноразово викликали в герцогський палац для фотографування членів герцогської сім'ї. За спогадами Гоффманна, він ще тоді відчув «ауру трагічного смутку, що оточувала російських аристократок» — сестер великого герцога Ернста Людвіга Єлизавети і Аліси, які повінчалися з членами російського імператорського дому — братами великим князем Сергієм Олександровичем і імператором Миколою II. Російська імператриця виглядала скромно і відсторонено і, здавалося, відчувала полегшення, коли закінчувався фотографічний сеанс.
У 1901 році Генріх Гоффманн переїхав в Гайдельберг, де працював у університетського фотографа Фріца Лангбайніта, що спеціалізувався на жанровій фотографії з життя місцевих студентів. З 1902 року Гоффманн працював у Франкфурті-на-Майні в студії військового фотографа Філіпа Теобальда, серед клієнтів якого були офіцери з довколишніх казарм. Як і раніше, Гоффманну довіряли поки тільки підсвітку фотознімків. На початку 1903 року Гоффманн приїхав в курортний Гомбург на стажування в фотоательє імператорського двору Томаса Генріха Фойгта. У Вісбаденському замку Гоффманн асистував на фотосесії імператора Вільгельма II з нагоди історичної зустрічі з імператором Миколою II. Кайзер, який мав численні почесні звання інших полків, вирішив тоді знятися в формі кожного з них. Після трьох років роботи на Фойгта Гоффманн деякий час працював в Цюріху у фотографа Каміля Руфа.
Зі Швейцарії Гоффманн повернувся в Мюнхен, мріючи про кар'єру художника. У Мюнхенському університеті він відвідував лекції з анатомії професора Зіґфріда Мольєра і вивчав техніку малюнка у професора Генріха Кнірра в Мюнхенській академії мистецтв. Але старший Гоффманн був категорично проти таких планів сина і дозволяв йому займатися мистецтвом і живописом лише в додатку до фотографії. Нездійснена мрія Гофмана про кар'єру художника зблизила його в майбутньому з Гітлером, який також безуспішно шукав себе в живописі.
У 1907 році Гоффманн, який набрався практичного досвіду, вирушив у Англію, сподіваючись заробити на власне фотоательє. За рекомендацією фотографа Георга Генріха Еммеріха він деякий час пропрацював в лондонському ательє Еміля Отто Гоппе, а потім відкрив власну фотомайстерню, успішно брав участь у багатьох фотоконкурсах і обзавівся зв'язками серед місцевої знаті. Гоффманн зробив сенсаційні знімки краху дирижабля. Накопичивши достатньо коштів, в 1909 році Гоффманн повернувся на батьківщину і в початку 1910 року відкрив портретну фотостудію в Мюнхені за адресою Шеллінгштрассе, 33.  Фотобізнес Гоффманна пішов в гору завдяки його репортерській винахідливості і любові до мистецтва. На замовлення газети Münchner Illustrierte Zeitung Гоффманн здобув фотографію прибулого з гастролями в Мюнхен Енріко Карузо, він також співпрацював з берлінськими і австрійськими агентствами новин. Серед клієнтів Гоффманна значилися Бруно Вальтер і Ріхард Штраус.
З початком Першої світової війни Гоффманна закликали в армію військовим фотографом, він починав службу при 3-му баварському армійському корпусі на Західному фронті, а потім в сформованій кінофотослужбі займався проявленням фотографій військової розвідки. 2 серпня 1914 року Гоффманн вів фотозйомку загального тріумфу на мюнхенській площі Одеонсплац. На чорно-білому знімку з площі Одеонсплац пізніше буде впізнаний присутній там Адольф Гітлер. В кінці 1918 року, з початком Листопадової революції, Гофмана відпустили додому, і в революційному Мюнхені він знову зайнявся фоторепортажами і фотопортретами вождів революції. Після розгрому Баварської республіки Гоффманн опублікував фотоальбом під заголовком «Рік баварської революції», який здобув великий успіх.
У 1919 році Гоффманн вступив в партію «Айнвонервер», що стояла на правих екстремістських позиціях, і опублікував фотоброшуру правого консервативного спрямування «Один рік баварської революції в фотографії». Одночасно Гофман зав'язав дружні стосунки з Дітріхом Еккартом, видавцем Völkischer Beobachter.
У квітні 1920 року 34-річний Гоффманн вступив в НСДАП і отримав монопольні права на збут антисемітської провокаційної газети Auf gut deutsch ("Правильною німецькою"), яку видавав Еккарт. Гоффманна стали залучати до фотографування партійних босів: Германа Герінга, Рудольфа Гесса, а незабаром і Гітлера. За спогадами Гофмана, на момент знайомства він займав набагато міцніше становище в суспільстві, ніж Гітлер.

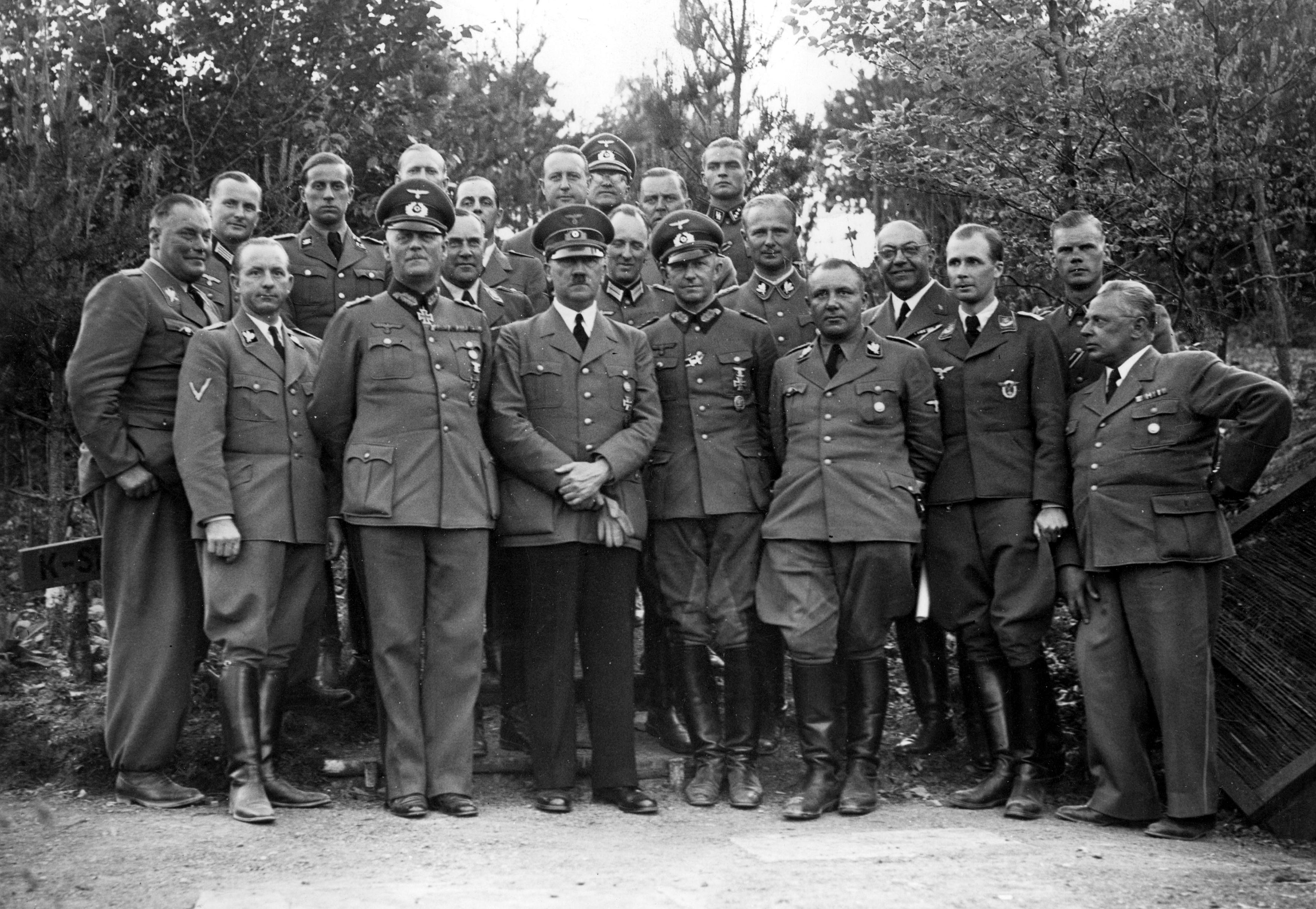
Адольф Гітлер із членами свого особистого штабу (травень-червень 1940). Гоффманн — крайній праворуч.

Після Пивного путчу в 1923 році з'явилися перші портрети Гітлера, зроблені Гоффманном. На одному з них Гітлер знятий в колі товаришів по ув'язненню в Ландсбергській в'язниці. Всі фотографії Гітлера, де він був знятий з близької відстані, були зроблені Генріхом Гоффманном. Гітлера і Гоффманна пов'язували дуже близькі і довірчі відносини. В гостях у Гоффманнів на віллі в Богенгаузені Гітлер почувався як вдома. За спогадами дочки Гоффманна Генрієтти, Гітлер часто бував у них, залишався на обід, а після цього грав на піаніно або відпочивав в саду, лежачи на траві, і навіть читав вголос п'єсу Людвіга Томи.
У 1924 році Гоффманн видав фотоброшуру «Пробудження Німеччини в знімку і слові», а в 1926 році брав діяльну участь у заснуванні друкованого органу націонал-соціалістів Illustrierter Beobachter. У 1929 році Гофман як представник НСДАП брав участь в роботі з'їзду депутатів Верхньої Баварії і з грудня 1929 року входив до складу мюнхенського міської ради.
Гоффманн познайомив Гітлера з Євою Браун, яка в 1929 році влаштувалася ученицею в фотоательє Гоффманна. Одного вечора Гофман з'явився в ательє разом з чоловіком, якого він представив як пана Вольфа. Після відходу незнайомця Гоффманн сказав Єві, що це був фюрер НСДАП Адольф Гітлер.
З 1932 року Гоффманн переважно займався пропагандистськими фоторепортажами. У його видавництві Heinrich Hoffmann. Verlag national-sozialistische Bilder було зайнято до 300 осіб, а обороти його бізнесу зі збуту фотоальбомів на замовлення НСДАП незабаром стали вимірюватися мільйонами рейхсмарок. Внаслідок своєї зайнятості на цьому терені в 1933 році Гоффманн був змушений покинути пост члена міської ради Мюнхена.
У 1937 році Гітлер доручив Гоффманну підбір експонатів для «Великої німецької художньої виставки». Для цього йому навіть було присвоєно звання професора.
У 1938 році Гоффманн став членом комісії з реалізації конфіскованих творів дегенеративного мистецтва. Йому ставилося завдання без зайвого шуму продати ці твори мистецтва за валюту за кордон. У серпні 1939 року Генріх Гоффманн входив до складу німецької делегації на чолі з Йоахімом фон Ріббентропом, яка прибула в Москву для підписання пакту Молотова — Ріббентропа.
З 1933 року — депутат рейхстагу.
У квітні 1945 року, в останній раз побувавши у Гітлера, Гоффманн вирушив до Баварії, де в Обервессені був заарештований американцями.
У жовтні 1945 року Генріх Гоффманн був поміщений у в'язницю Міжнародного військового трибуналу в Нюрнберзі, де повинен був навести порядок в своєму архіві для участі в Нюрнберзькому процесі. Процес денацифікації проти особистого фотографа і друга Гітлера почався в січні 1946. Спочатку Гоффманна зарахували до головних обвинувачених (група I), однак йому вдавалося знову і знову оскаржити рішення суду, що засудив Гоффманна до 10 років позбавлення волі. Зрештою Гоффманн був засуджений до чотирьох років ув'язнення з повною конфіскацією майна. Після свого звільнення в 1950 році Гоффманн оселився в селі Епфах під Мюнхеном, де помер через сім років у віці 72 років.

## Сім'я
Дружина (з 1911) — Тереза «Неллі» Бауманн (пом. 1928), яка біла помічницею і однією хз перших клієнток Гоффманна; діти:
- Генрієтта (1913—1992); з 1932 року одружена з Бальдура фон Ширах, рейхсюгендфюрером гітлерюгенду, гауляйтером Відня;
- Генріх (2 жовтня 1916—?).

Вдруге був одружений з Ерною Гребке (Erna Gröbke).